# Banteay Neang (gmina)
Banteay Neang – gmina (khum) w północno-zachodniej Kambodży, w południowej części prowincji Bântéay Méanchey, na północy dystryktu Môngkôl Borei, z siedzibą w Banteay Neang.

## Miejscowości
- Banteay Neang
- Ou Thum
- Phnum
- Kouk Pnov
- Trang
- Pongro
- Kouk Tonloab
- Trabaek
- Khile
- Samraong Pen
- Dang Run Lech
- Dang Run Kaeut
- Ou Snguot
- Prey Changha Lech
- Prey Changha Kaeut
- Ou Andoung Lech
- Ou Andoung Kandal
- Ou Andoung Kaeut
- Kouk Kduoch